# Oscar Schlömilch

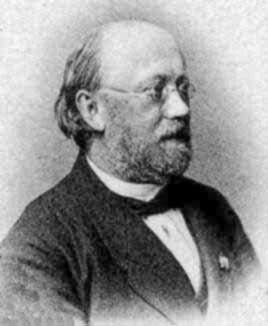
Oscar Schlömilch.

Oscar Xavier Schlömilch, född 13 april 1823 i Weimar, död 7 februari 1901 i Dresden, var en tysk matematiker.
Schlömilch studerade matematik och fysik i Jena, Berlin och Wien. I Berlin var han lärjunge till Johann Peter Gustav Lejeune Dirichlet och han blev filosofie doktor i Jena 1844 på avhandlingen Theorema taylorianum. Han blev docent 1845 och 1847 extra ordinarie professor i Jena. Han var 1849–1874 professor vid Polytechnikum i Dresden. 
Schlömilch var en av redaktörerna för Zeitschrift für Mathematik und Physik och vann allmänt erkännande för sina läroböcker i matematik. Han invaldes som ledamot av Vetenskapsakademien i Leipzig 1853 och av svenska Vetenskapsakademien 1862. Schlömilch var referent i kungariket Sachsens ecklesiastikministerium 1874–1885.